# Syllepte bipartalis
Syllepte bipartalis là một loài bướm đêm trong họ Crambidae.